# Norwegische Bauernaxt

Wappen von Telemark

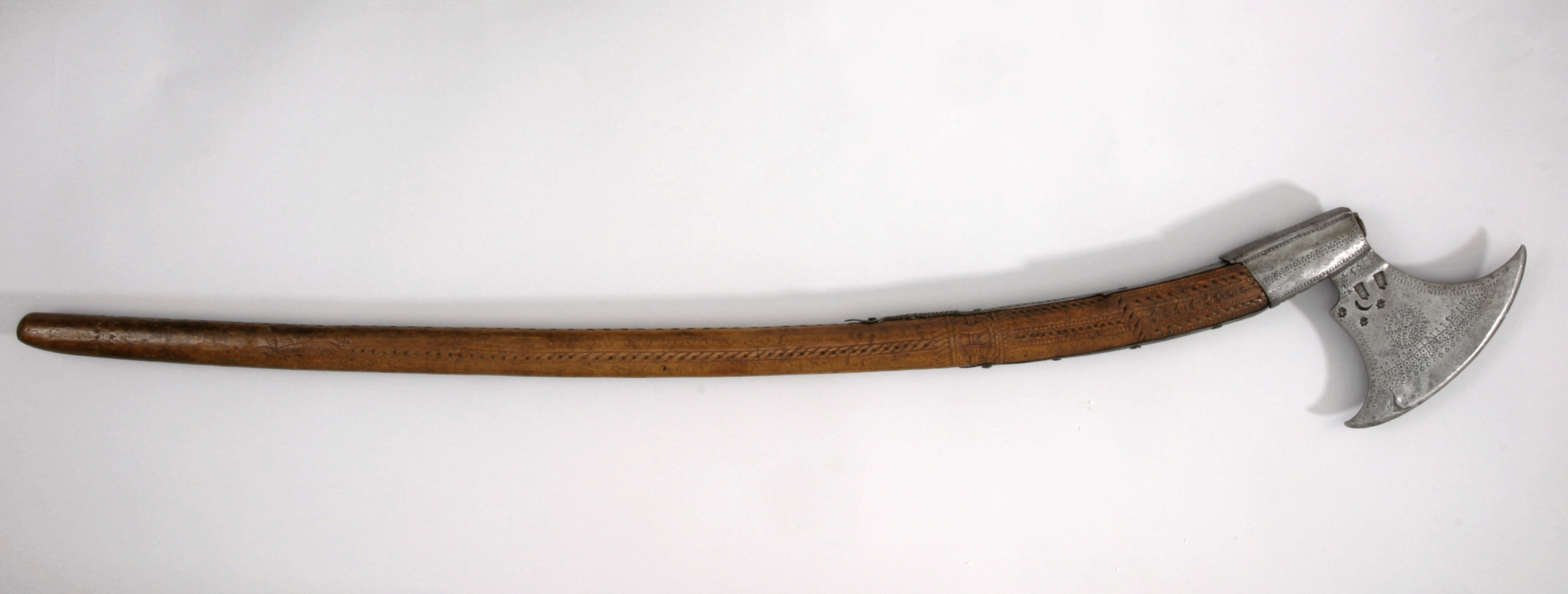
Norwegische Bauernaxt, 17. Jh.

Die Bauernaxt ist eine Streitaxt aus Dänemark und Norwegen.

## Beschreibung
Die norwegische Bauernaxt hat einen geraden, in der Nähe der Klinge gebogenen Schaft. Die halbmondförmige Klinge ist einschneidig. Man vermutet, dass diese Axt eine Weiterentwicklung der Wikingeraxt ist. Die Form des Schafts begünstigt die schneidende Wirkung der Axtklinge, wie bei einem Krummschwert bzw. Säbel. Dieser Axttyp wurde bis in das 17. Jahrhundert verwendet. Äxte hatten generell einen hohen Stellenwert in den nordischen Kulturen; manche Äxte sind reich verziert, Abbildungen werden auf Wappen verwendet.